# Serendibit
Serendibit ist ein seltenes Mineral aus der Mineralklasse der „Silikate und Germanate“. Es kristallisiert im triklinen Kristallsystem mit der idealisierten chemischen Zusammensetzung Ca4(Mg6Al6)O4[Si6B3Al3O36] und gehört strukturell zu den Kettensilikaten (Inosilikaten).
Natürlicher Serendibit enthält immer Fe2+ und Fe3+ und ist je nach Eisengehalten himmelblau bis intensiv dunkelblau mit ausgeprägten Pleochroismus (blass gelbgrün – dunkelblau). Serendibit entwickelt nur selten kleine, tafelige Kristalle bis etwa zwei Zentimeter Größe mit glasähnlichem Glanz auf den Oberflächen. Meist findet er sich in Form unregelmäßiger Körner. Die Kristalle zeigen für gewöhnlich polysynthetische Verzwillingung, was oft an den entsprechend gestreiften Kristallflächen erkennbar ist.

## Etymologie und Geschichte
Serendibit wurde erstmals im Jahr 1902 nahe dem Ort Gangapitiya in der Zentralprovinz des Inselstaates Sri Lanka entdeckt. Im folgenden Jahr wurde es erstmals von George T. Prior und Ananda K. Coomaraswamy wissenschaftlich erforscht und beschrieben. Seinen Namen erhielt das Mineral vom alten arabischen Namen für „Sri Lanka“ (Serendib).

## Klassifikation
In der veralteten, aber teilweise noch gebräuchlichen 8. Auflage der Mineralsystematik nach Strunz gehörte der Serendibit zur Abteilung der „Ketten- und Bandsilikate (Inosilikate)“, wo er zusammen mit Aenigmatit, Dorrit, Høgtuvait, Krinovit, Makarochkinit, Rhönit, Sapphirin, Welshit und Wilkinsonit die „Aenigmatitgruppe“ mit der System-Nr. VIII/F.14 bildete.
Die seit 2001 gültige und von der International Mineralogical Association (IMA) verwendete 9. Auflage der Strunz’schen Mineralsystematik ordnet den Serendibit ebenfalls in die Abteilung der „Ketten- und Bandsilikate (Inosilikate)“ ein. Diese ist allerdings weiter unterteilt nach der Art der Kettenbildung, so dass das Mineral entsprechend seinem Aufbau in der Unterabteilung „Ketten- und Bandsilikate mit 4-periodischen Einfachketten, Si4O12“ zu finden ist, wo es zusammen mit Aenigmatit, Baykovit, Dorrit, Høgtuvait, Khmaralith, Krinovit, Makarochkinit, Rhönit, Sapphirin, Welshit und Wilkinsonit die unbenannte Gruppe 9.DH.45 bildet.
Auch die vorwiegend im englischen Sprachraum gebräuchliche Systematik der Minerale nach Dana ordnet den Sapphirin in die Klasse der „Silikate und Germanate“, dort allerdings in die Abteilung der „Kettensilikate: Ketten mit Seitenzweigen oder Schleifen“ ein. Hier ist er zusammen mit Aenigmatit, Dorrit, Høgtuvait, Krinovit, Makarochkinit, Rhönit, Welshit und Wilkinsonit in der Gruppe „Aenigmatit und verwandte Arten (Aenigmatit-Untergruppe)“ mit der System-Nr. 69.02.01a innerhalb der Unterabteilung „Kettensilikate: Ketten mit Seitenzweigen oder Schleifen mit P>2“ zu finden.
Die aktuelle Systematik der CNMN für die Sapphiringruppe ordnet diese neu und gruppiert den Serendibit zusammen mit Høgtuvait, Makarochkinit, Rhönit und Welshit in die Rhönitgruppe (Ca auf der größten M-Position) unterhalb der Sapphiringruppe in der Sapphirin-Obergruppe.

## Kristallstruktur
Serendibit kristallisiert triklin in der Raumgruppe P1 (Raumgruppen-Nr. 2). Die aus drei Mineralproben ermittelten Gitterparameter lauten a = 10,010(3) bis 10,094(3) Å; b = 10,393(3) bis 10,478(3) Å; c = 8,631(2) bis 8,694(2) Å; α = 106,36(l) bis 106,37(1)°; β = 96,00(l) bis 96,10(l)° und γ = 124,38(1) bis 124,40(l)° sowie zwei Formeleinheiten pro Elementarzelle.

## Bildung und Fundorte

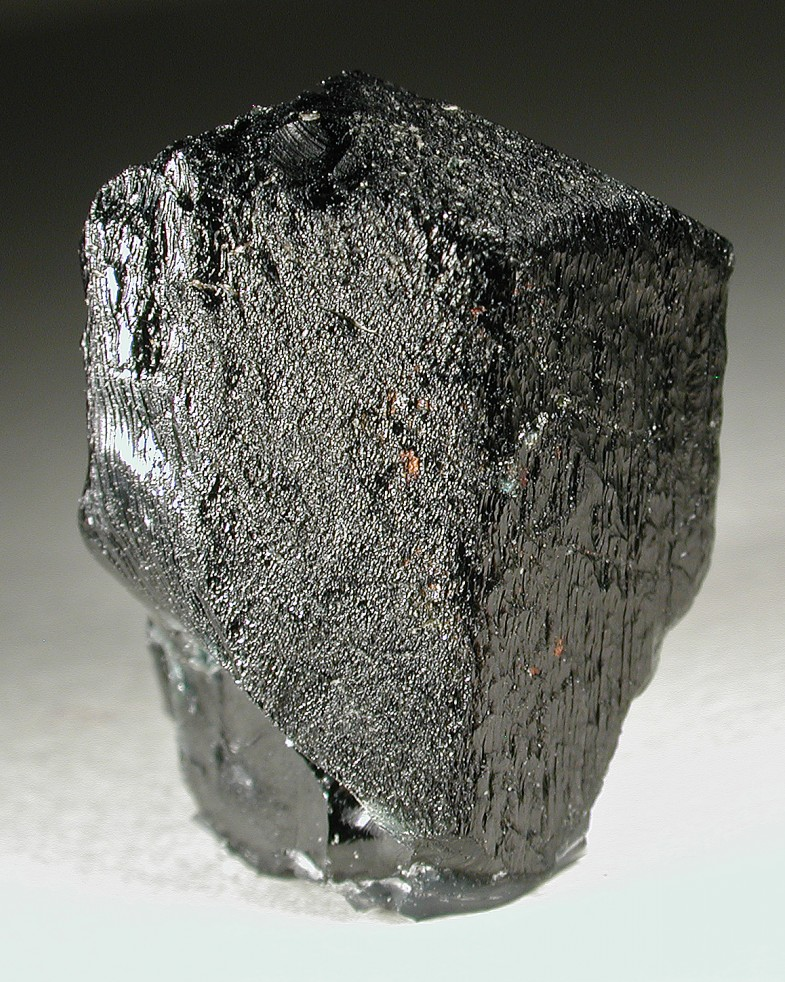
Serendibit aus Mogok, Myanmar (Größe 16 mm × 13 mm × 8 mm)

Serendibit bildet sich bei hohen Temperaturen metasomatisch bei der Reaktion von Bor-haltigen Lösungen mit Kalkstein und findet sich in Skarnen am Kontakt von Kalkstein und Granit, Tonalit oder Granulit. Er kommt dort zusammen mit Fassait, Uvit-reichem Turmalin, Klinozoisit, Spinell und Kalzit oder Diopsid, Spinell, Skapolith, Plagioklas, Apatit vor. Die Bildung von Serendibit setzt wahrscheinlich SiO2- untersättigte Bedingungen voraus.
Als seltene Mineralbildung konnte Serendibit nur an wenigen Fundorten nachgewiesen werden, wobei bisher (Stand 2015) rund 20 Fundorte als bekannt gelten. Neben seiner Typlokalität Gangapitiya in der Zentralprovinz fand man das Mineral auf Sri Lanka nur noch in den Katukubura Hills nahe Kolonna in der Provinz Sabaragamuwa.
Weitere bisher bekannte Fundorte liegen unter anderem im Mogok-Tal im Bezirk Pyin U Lwin (Pyin-Oo-Lwin, Mandalay-Division) in Myanmar (Birma), im Gebiet Portage-du-Fort in der kanadischen Provinz Québec, am Berg Vohimena nahe Ihosy (Provinz Fianarantsoa) sowie bei Behara und Ianapera (Provinz Toliara) auf Madagaskar, in den Eisen-Bor-Skarnen im Aldanhochland von Ostsibirien (Russland), im Distrikt Handeni in der Region Tanga in Tanzania sowie an mehreren Orten in den US-Bundesstaaten Kalifornien und New York.

## Verwendung als Schmuckstein

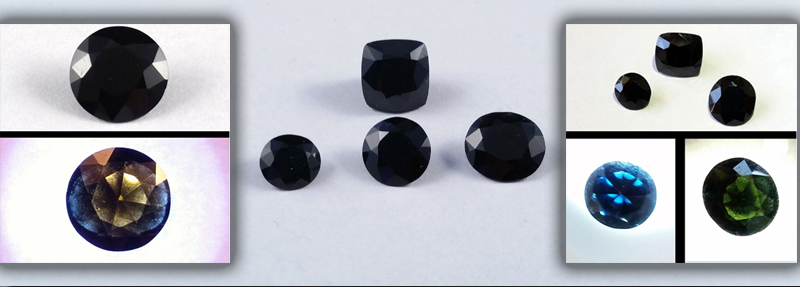
Pleochroismus bei Serendibit

Der Großteil der Serendibite ist schwarz und opak, mit Durchlicht zeigen einige goldbraunes, grünes oder blaues Schimmern. Serendibit wird fast ausschließlich als Sammler- und Schmuckstein verarbeitet. Im Jahr 2005 wurden neue Quellen in Mogok, Myanmar gefunden, vorher waren nur drei facettierte Steine aus Sri Lanka bekannt.
Während der Serendibit aus Sri Lanka grün-blaue und violett-blaue Farben zeigt, sind die Varietäten aus Myanmar meist schwarz und lichtundurchlässig.